# Guerra civil sasánida de 589-591
La Guerra civil sasánida de 589-591 fue un conflicto que estalló en 589, debido al gran descontento de los nobles hacia el gobierno de Hormizd IV. La guerra civil duró hasta el año 591, terminando con el derrocamiento del usurpador Mihranid Bahram VI y la restauración de la familia sasánida como gobernantes de Irán.
El motivo de la guerra civil se debió al duro trato del rey Hormizd IV hacia la nobleza y el clero, de los que desconfiaba. Esto hizo que Bahram Chobin iniciara una gran rebelión, mientras que los dos hermanos de la Ispahbudhan Vistahm y Bendoy dieron un golpe de palacio contra él, lo que provocó la ceguera y finalmente la muerte de Hormizd IV. Su hijo, Cosroes II, fue coronado a partir de entonces como rey. 
Sin embargo, esto no hizo cambiar de opinión a Bahram Chobin, que quería restaurar el dominio del Parto en Irán. Cosroes II se vio finalmente obligado a huir a territorio del Imperio Bizantino, donde se alió con el emperador Mauricio contra Bahram Chobin. En 591, Cosroes II y sus aliados bizantinos invadieron los territorios de Bahram Chobin en Mesopotamia, donde consiguieron derrotarlo, mientras Cosroes II recuperaba el trono. Bahram Chobin huyó después al territorio de los turcos en Transoxiana, pero no tardó en ser asesinado o ejecutado por instigación de Cosroes II.

## Antecedentes
Cuando Cosroes I ascendió al trono sasánida en el año 531, comenzó una serie de reformas iniciadas por su padre y predecesor Kavadh I. Estas reformas estaban dirigidas principalmente a las élites del Imperio sasánida, que se habían vuelto demasiado poderosas y habían logrado deponer a varios gobernantes sasánidas. Cosroes tuvo bastante éxito en estas reformas y, tras su muerte en 579, le sucedió su hijo Hormizd IV, que continuó la política de su padre, pero de forma más dura; para controlar a las élites, en palabras de Alireza Shapour Shahbazi, recurrió a la dureza, la denigración y la ejecución. Hormizd era extremadamente hostil a las élites y no confiaba en ellas, por lo que se ponía constantemente del lado de las clases bajas.
Hormizd también rechazó las peticiones del sacerdocio zoroastriano para perseguir al cristianos. No le gustaba el sacerdocio zoroastriano, por lo que mató a gran parte de ellos, incluido el propio sacerdote principal, el mobad. Además, Hormizd redujo en gran medida el pago de los militares en un 10 por ciento y masacró a muchos miembros poderosos y prominentes de la élite, incluida la famosa Casa de Karen,  visir de su padre, Bozorgmehr, el hermano de este último Simah-i Burzin; la Mihranid Izadgushasp; el spahbed ("jefe del ejército") Bahram-i Mah Adhar, y la Ispahbudhan Shapur, que fue el padre de Vistahm y Vinduyih. Según el historiador medieval Persa al-Tabari, Hormizd habría ordenado la muerte de 13 600 nobles y religiosos.

### La rebelión de Bahram Chobin
En el año 588, un enorme ejército Turco-Heftalita invadió la provincia sasánida Harev. Bahram Chobin, un genio militar de la Casa de Mihran, fue designado como spahbed de la kust de Khorasan. A partir de entonces fue nombrado jefe de un ejército de 12 000 soldados. A continuación, realizó un contraataque contra los turcos y los derrotó con éxito, matando a su gobernante Bagha Qaghan, conocido como Shawa/Sava/Saba en las fuentes sasánidas. Después de algún tiempo, Bahram fue derrotado por el Imperio bizantino en una batalla a orillas del río Aras. Hormizd IV, que estaba celoso de Bahram Chobin, utilizó esta derrota como excusa para destituir a Bahram Chobin de su cargo, y lo hizo humillar.

### El golpe en Ctesifonte y la marcha de Bahram Chobin
Bahram, enfurecido por las acciones de Hormizd, respondió rebelándose, y debido a su condición de noble y a sus grandes conocimientos militares, se le unieron sus soldados y muchos otros. Entonces nombró a un nuevo gobernador para Jorasán, y después se dirigió a Ctesifonte. Esto marcó la primera vez en la historia sasánida que un dinastía parta desafió la legitimidad de la familia sasánida con una rebelión. Azen Gushnasp fue enviado a reprimir la rebelión, pero fue asesinado en Hamadan por uno de sus propios hombres, Zadespras. Otra fuerza bajo el mando de Saramés el Viejo también fue enviada para detener a Bahram, quien lo derrotó y lo hizo morir pisoteado por elefantes. La ruta tomada por Bahram fue presumiblemente el borde norte de la meseta iraní, donde repelió un ataque financiado por los romanos de los iberos y otros en Adurbadagan, y sufrió un pequeño revés por parte de una fuerza romana empleada en Transcaucasia. Luego marchó hacia el sur Media, donde los monarcas sasánidas, incluido Hormizd, residían habitualmente durante el verano.

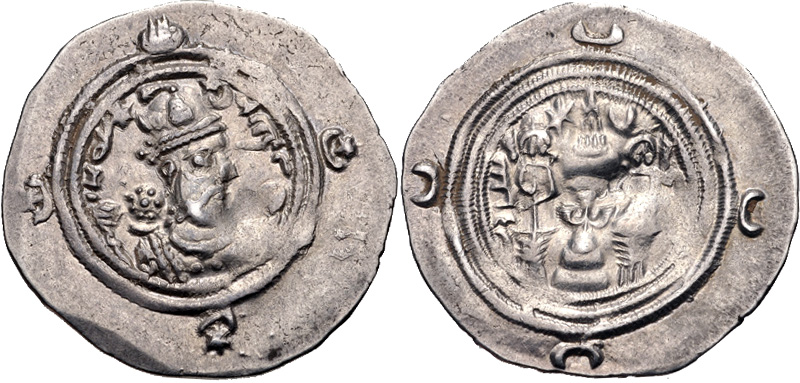
Moneda de Cosroes II, acuñada en 590.

Hormizd partió entonces hacia el Gran Zab para cortar las transmisiones entre Ctesifón y los soldados iraníes en la frontera romana. Por aquel entonces los soldados se situaron en las afueras de Nisibis, la principal ciudad iraní del norte de Mesopotamia; sin embargo, también se rebelaron contra Hormizd y prometieron su lealtad a Bahram. La influencia y la popularidad de Bahram siguieron creciendo cada vez más; las fuerzas leales sasánidas enviadas al norte contra los rebeldes iraníes en Nisibis fueron inundadas con propaganda rebelde. Las fuerzas leales finalmente también se rebelaron y mataron a su comandante, lo que hizo que la posición de Hormizd se volviera insostenible, haciendo que decidiera navegar por el río Tigris y refugiarse en al-Hira, la capital de los Lájmidas.
Sin embargo, durante la estancia de Hormizd en Ctesifonte, fue derrocado en una revolución palaciega aparentemente incruenta por sus cuñados Vistahm y Vinduyih, "que odiaban igualmente a Hormizd". Hormizd fue cegado poco después con una aguja al rojo vivo por los dos hermanos, que pusieron al último hijo mayor Cosroes II, sobrino por parte de su madre, en el trono. Los dos hermanos mandaron matar a Hormizd con la aprobación implícita de Khosrow II. Sin embargo, Bahram continuó su marcha hacia Ctesifonte, ahora con el pretexto de pretender vengar a Hormizd.

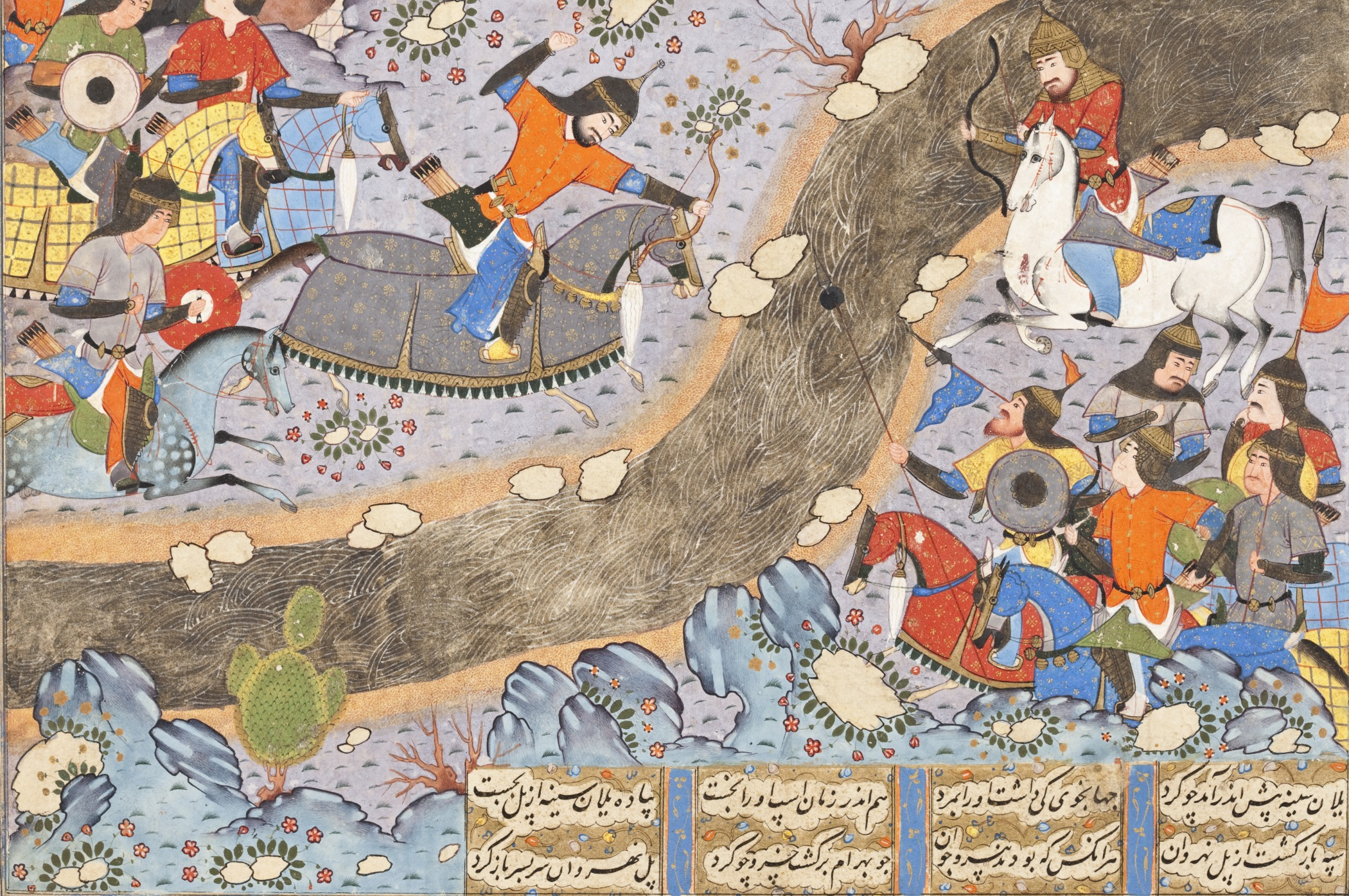
Bahram Chobin fighting Sasanian loyalists near Ctesifonte.

Khosrow adoptó entonces una actitud de «zanahoria y palo» y escribió lo siguiente a Bahram "Khosrow, rey de reyes, gobernante sobre los gobernantes, señor de los pueblos, príncipe de la paz, salvación de los hombres, entre los dioses el hombre bueno y eternamente vivo, entre los hombres el dios más estimado, el altamente ilustre, el vencedor, el que sale con el sol y presta a la noche su vista, el afamado a través de sus antepasados, el rey que odia, el benefactor que comprometió a los sasánidas y salvó a los iraníes su realeza, a Bahram, el general de los iraníes, nuestro amigo. ... También hemos tomado el trono real de manera legal y no hemos molestado a ninguna aduana iraní.... Hemos decidido tan firmemente no quitarnos la diadema que incluso esperamos gobernar otros mundos, si esto fuera posible.... Si deseas tu bienestar, piensa en lo que hay que hacer".
Bahram, sin embargo, ignoró su advertencia: unos días más tarde, llegó al Canal de Nahrawan, cerca de Ctesifonte, donde luchó contra los hombres de Khosrow, que estaban muy superados en número, pero lograron contener a los hombres de Bahram en varios enfrentamientos. Sin embargo, los hombres de Khosrow acabaron perdiendo la moral y fueron finalmente derrotados por las fuerzas de Bahram Chobin. Khosrow, junto con sus dos tíos, sus esposas y un séquito de 30 nobles, huyó a partir de entonces a territorio del Imperio Bizantino, mientras que Ctesifonte cayó en manos de Bahram Chobin.

### Huida de Cosroes a Bizancio y su restauración

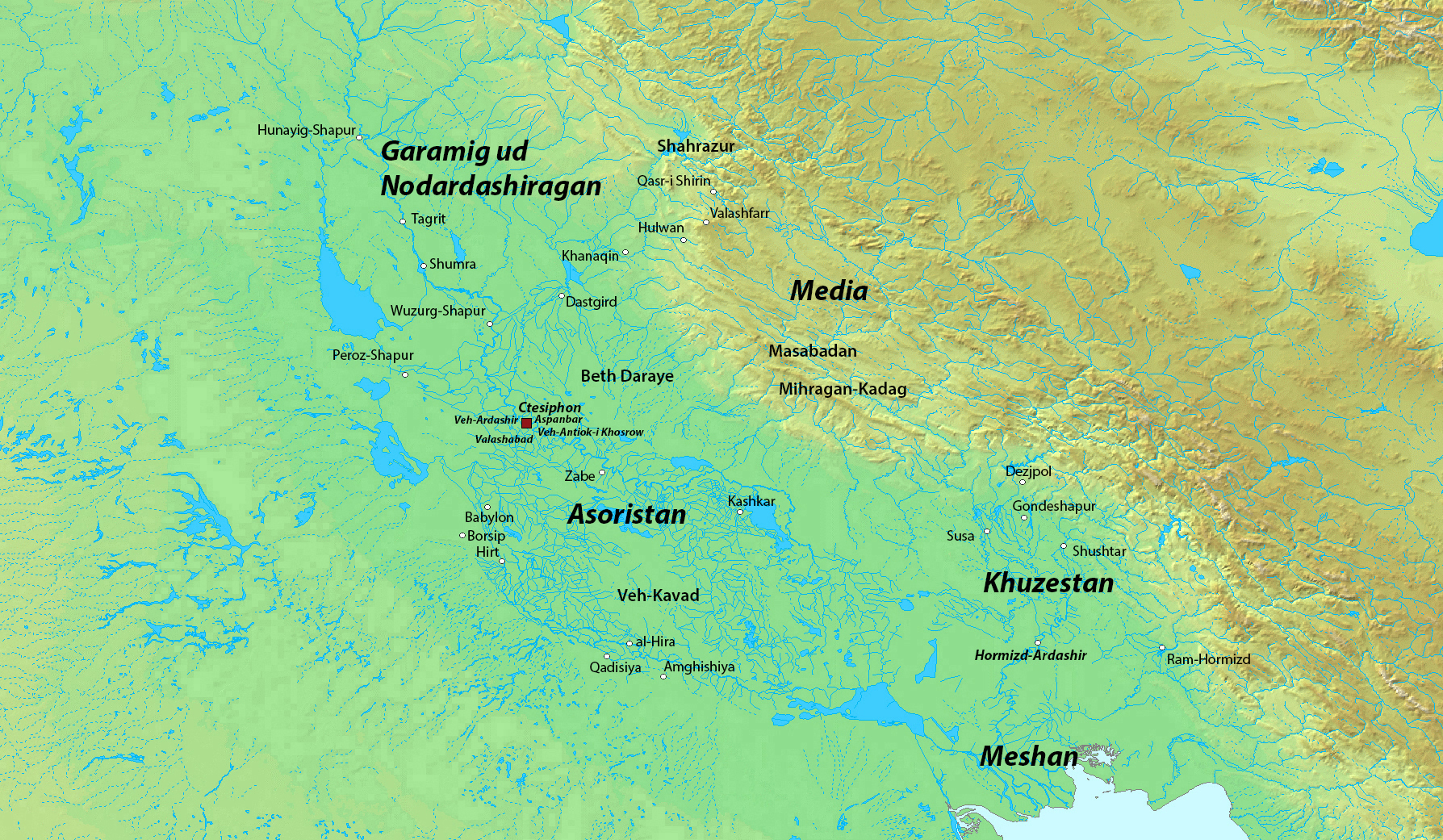
Map of Mesopotamia Imperio Sasánida y sus alrededores

Para llamar la atención del emperador bizantino Mauricio (r. 582-602), Khosrow II fue a Siria, y envió un mensaje a la ciudad sasánida ocupada de  Diyarbakır para detener su resistencia contra los bizantinos, pero sin resultado. Entonces envió un mensaje a Mauricio, y le solicitó ayuda para recuperar el trono sasánida, a lo que el emperador bizantino accedió; a cambio, los bizantinos recuperarían la soberanía sobre las ciudades de  Diyarbakır, Carrhae, Dara y Martyropolis. Además, se exigió a Irán que dejara de intervenir en los asuntos de Iberia y Armenia, cediendo de hecho el control de Lazica a los bizantinos.
En 591, Josrow se trasladó a Constancia y se preparó para invadir los territorios de Bahram Chobin en Mesopotamia, mientras Vistahm y Vinduyih levantaban un ejército en Azerbaiyán bajo la observación del comandante bizantino Juhn Mystacon, que también estaba levantando un ejército en Armenia. Después de algún tiempo, Cosroes, junto con el comandante bizantino del sur, Comenciolo, invadió Mesopotamia. Durante esta invasión, Nisibis y Martyropolis desertaron rápidamente a ellos, y el comandante de Bahram, Zatsparham, fue derrotado y muerto. Uno de los otros comandantes de Bahram, Bryzacius, fue capturado en Mosil y le cortaron la nariz y las orejas, y a partir de entonces fue enviado a Khosrow, donde fue asesinado.
Tiempo después, Khosrow, sintiéndose irrespetado por Comentiolus, convenció a Maurice para que sustituyera a éste por Narses como comandante del sur. Khosrow y Narses penetraron entonces más profundamente en el territorio de Bahram, tomando Dara y luego Mardin en febrero, donde Khosrow fue re-proclamado rey. Poco después de esto, Khosrow envió a uno de sus partidarios iraníes, Mahbodh, a capturar Ctesiphon, lo que consiguió.
Mientras tanto, los dos tíos de Khosrow y John Mystacon conquistaron el norte de Azerbaiyán y se dirigieron más al sur de la región, donde derrotaron a Bahram en la Blarathon. Bahram huyó entonces hacia los Turcos de Ferghana. Sin embargo, Khosrow se las arregló para lidiar con él haciendo que lo asesinaran o convenciendo a los turcos para que lo ejecutaran.

## Consecuencias

Mapa de la frontera romano-sasánida durante la Antigüedad tardía, incluida la frontera 591 entre los dos imperios.

La paz con los bizantinos se hizo entonces oficialmente. Mauricio, por su ayuda, recibió gran parte de la Armenia sasánida y el oeste de Georgia, y recibió la abolición del tributo que anteriormente se había pagado a los sasánidas. Esto marcó el comienzo de un período pacífico entre los dos imperios, que duró hasta el año 602, cuando Khosrow decidió declarar la guerra contra los bizantinos tras el asesinato de Mauricio por el usurpador  Focas.